# تازه‌کند سرند (هریس)
تازه‌کند سرند یکی از روستاهای استان آذربایجان شرقی است که در دهستان مواضع‌خان شمالی بخش خواجه شهرستان هریس واقع شده‌است.